# DJ Snake
William Grigahcine, mais conhecido pelo seu nome artístico DJ Snake (Paris, 13 de junho de 1986), é um DJ francês e produtor, cujo estilo incorpora o hip hop e música eletrônica.
Em dezembro de 2013, lançou o single "Turn Down for What" (Columbia), em colaboração com Lil Jon, que foi produzida pelos ambos artistas. A canção foi um sucesso nos Estados Unidos, onde foi certificado cinco vezes disco de platina pela RIAA, mas também na Oceania, Europa e Canadá. O vídeo para esta canção recebeu várias indicações ao MTV Video Music Awards de 2014, ganhando o prêmio na categoria "melhor diretor". Em 2014 lançou "Get Low", com Dillon Francis.

## Discografia

### Álbuns de estúdio
| Título                                                                                        | Detalhe do álbum                                                                           | Posições em paradas músicais | Posições em paradas músicais | Posições em paradas músicais | Posições em paradas músicais | Posições em paradas músicais | Posições em paradas músicais | Posições em paradas músicais | Posições em paradas músicais | Posições em paradas músicais | Posições em paradas músicais | Certificações                |
| Título                                                                                        | Detalhe do álbum                                                                           | FRA                          | AUS                          | AUT                          | BEL                          | ALE                          | HOL                          | SUE                          | SUI                          | UK                           | EUA                          | Certificações                |
| --------------------------------------------------------------------------------------------- | ------------------------------------------------------------------------------------------ | ---------------------------- | ---------------------------- | ---------------------------- | ---------------------------- | ---------------------------- | ---------------------------- | ---------------------------- | ---------------------------- | ---------------------------- | ---------------------------- | ---------------------------- |
| Encore                                                                                        | - Lançamento: 5 de agosto de 2016 - Gravadora: Interscope - Formatos: CD, digital download | 9                            | 10                           | 42                           | 11                           | 73                           | 14                           | 6                            | 14                           | 46                           | 8                            | - SNEP: ouro - RIAA: platina |
| Carte Blanche                                                                                 | - Lançamento: 26 de julho de 2019 - Gravadora: Geffen - Formatos: CD, digital download     | 5                            | —                            | 69                           | 23                           | 99                           | 23                           | 25                           | 27                           | —                            | 48                           | - SNEP: ouro - RIAA: ouro    |
| "—" indica que a gravação não foi incluída nas paradas ou não foi distribuída naquela região. |                                                                                            |                              |                              |                              |                              |                              |                              |                              |                              |                              |                              |                              |

## Singles

### Como artista principal
| Título                                                                                        | Ano  | Posições em paradas músicais | Posições em paradas músicais | Posições em paradas músicais | Posições em paradas músicais | Posições em paradas músicais | Posições em paradas músicais | Posições em paradas músicais | Posições em paradas músicais | Posições em paradas músicais | Posições em paradas músicais | Certificações | Álbum                     |
| Título                                                                                        | Ano  | FRA                          | AUS                          | AUT                          | BEL                          | ALE                          | HOL                          | SUE                          | SUI                          | UK                           | EUA                          | Certificações | Álbum                     |
| --------------------------------------------------------------------------------------------- | ---- | ---------------------------- | ---------------------------- | ---------------------------- | ---------------------------- | ---------------------------- | ---------------------------- | ---------------------------- | ---------------------------- | ---------------------------- | ---------------------------- | --- | ------------------------- |
| "Turn Down for What" (with Lil Jon)                                                           | 2013 | 19                           | 13                           | 35                           | 18                           | 31                           | 23                           | 26                           | 36                           | 23                           | 4                            | - ARIA: 2× platina - BPI: ouro - GLF: platina - MC: 6× platina - RIAA: 6× platina - RMNZ: ouro                                   | Non-album single          |
| "Get Low" (with Dillon Francis)                                                               | 2014 | 93                           | 44                           | 55                           | —                            | 79                           | —                            | —                            | —                            | 88                           | 61                           | - ARIA: ouro - MC: ouro - RIAA: platina                                                                                          | Money Sucks, Friends Rule |
| "You Know You Like It" (with AlunaGeorge)                                                     | 2014 | 22                           | 11                           | 36                           | 19                           | 27                           | —                            | 63                           | 24                           | 67                           | 13                           | - ARIA: ouro - BEA: ouro - BPI: prata - RIAA: 2× platina - RMNZ: ouro                                                            | Non-album single          |
| "Lean On" (with Major Lazer featuring MØ)                                                     | 2015 | 2                            | 1                            | 3                            | 3                            | 4                            | 1                            | 2                            | 1                            | 2                            | 4                            | - ARIA: 6× platina - BEA: 3× platina - BPI: 3× platina - BVMI: 2× platina - MC: 2× platina - RIAA: 4× platina - RMNZ: 2× platina | Peace Is The Mission      |
| "Middle" (featuring Bipolar Sunshine)                                                         | 2015 | 12                           | 5                            | 48                           | 8                            | 49                           | 41                           | 37                           | 42                           | 10                           | 20                           | - ARIA: 2× platina - BEA: platina - BPI: platina - BVMI: ouro - RIAA: 2× platina                                                 | Encore                    |
| "Talk" (featuring George Maple)                                                               | 2016 | 39                           | —                            | —                            | 16                           | —                            | —                            | —                            | —                            | —                            | —                            | | Encore                    |
| "Let Me Love You" (featuring Justin Bieber)                                                   | 2016 | 1                            | 2                            | 4                            | 2                            | 1                            | 1                            | 2                            | 1                            | 2                            | 4                            | - SNEP: diamante - ARIA: 4× platina - BEA: platina - BPI: platina - BVMI: 3× ouro - MC: platina - RIAA: 4× platina               | Encore                    |
| "The Half" (featuring Jeremih, Young Thug and Swizz Beatz)                                    | 2017 | 107                          | —                            | —                            | —                            | —                            | —                            | —                            | —                            | —                            | —                            | | Encore                    |
| "A Different Way" (featuring Lauv)                                                            | 2017 | 57                           | —                            | —                            | 20                           | —                            | 46                           | 65                           | 63                           | 85                           | —                            | - SNEP: platina - MC: ouro | Non-album single          |
| "Magenta Riddim"                                                                              | 2018 | 46                           | —                            | —                            | 15                           | —                            | —                            | —                            | —                            | —                            | —                            | | Carte Blanche             |
| "Taki Taki" (featuring Selena Gomez, Ozuna and Cardi B)                                       | 2018 | 2                            | 24                           | 13                           | 7                            | 8                            | 3                            | 10                           | 3                            | 15                           | 11                           | - SNEP: diamante - ARIA: platina - BEA: ouro - BPI: prata - BVMI: ouro - MC: platina - RIAA: 2× platina                          | Carte Blanche             |
| "Loco Contigo" (with J Balvin featuring Tyga)                                                 | 2019 | 1                            | —                            | 13                           | 3                            | 3                            | 3                            | 40                           | 2                            | 87                           | 96                           | - SNEP: diamante - BEA: platina - BVMI: ouro - MC: platina                                                                       | Carte Blanche             |
| "Selfish Love" (with Selena Gomez)                                                            | 2021 | 54                           | —                            | —                            | 13                           | —                            | —                            | —                            | 76                           | 93                           | —                            | | Non-album singles         |
| "You Are My High"                                                                             | 2021 | 121                          | —                            | —                            | —                            | —                            | —                            | —                            | —                            | —                            | —                            | | Non-album singles         |
| "SG" (with Ozuna, Megan Thee Stallion and LISA)                                               | 2021 | 87                           | —                            | —                            | 40                           | —                            | —                            | —                            | 56                           | —                            | —                            | - SNEP: ouro | Non-album singles         |
| "Disco Maghreb"                                                                               | 2022 | 46                           | —                            | —                            | —                            | —                            | —                            | —                            | —                            | —                            | —                            | | Non-album singles         |
| "—" indica que a gravação não foi incluída nas paradas ou não foi distribuída naquela região. |      |                              |                              |                              |                              |                              |                              |                              |                              |                              |                              | |                           |